# Kallmünz
Kallmünz è un comune tedesco di 2 881 abitanti, situato nel land della Baviera.